# Peter Seckelmann
Peter Hans Seckelmann (Pseudonyme: Paul Secklmann, Paul Sanders, Peter Motram) (geboren 27. März 1902 in Berlin; gestorben 29. Oktober 2001) war ein deutsch-britischer Schriftsteller. Während des Zweiten Weltkriegs war Seckelmann als Propagandist für den britischen Rundfunk tätig.

## Leben und Tätigkeit
Peter Hans Secklmann war ein Sohn des Arztes Max Secklmann und der Hedwig Lewinsohn. Sein Vater beging nach der Machtübergabe an die Nationalsozialisten im Jahr 1933 Suizid, seine Mutter wurde 1943 im Ghetto Theresienstadt ermordet.
Secklmann meldete sich nach dem Abitur 1919 beim Landjägerkorps. 1921 begann er ein Jurastudium und machte ab 1922 eine Banklehre. Er war dann Handelsreisender und von 1926 bis 1936 Cheflektor im Romanvertrieb beim Verlag Carl Duncker. 1937 erhielt er aus rassistischen Gründen ein Berufsverbot. Secklmann heiratete 1929 Margaret Schneidemann, sie hatten ein Kind. Später war er ab 1963 mit Gisela Bohle verheiratet, sie hatten drei Kinder.
Als junger Mann verfasste Seckelmann Detektivromane. 1938 floh er nach Großbritannien. Beim Ausbruch des Zweiten Weltkriegs meldete Seckelmann sich zum Pionierkorps der britischen Armee, das als einzige Einheit Emigranten aufnehmen durfte. Hier wurde er bis 1941 in einem Bombenräumtrupp eingesetzt, der mit der Entschärfung von deutschen Fliegerbomben betraut war.
Nachdem Seckelmann sich 1941 zu einem SOE-Kommando hinter den deutschen Linien gemeldet hatte, wurde er mit Leonard Ingrams bekannt, der ihn an den Journalisten Sefton Delmer weitervermittelte, der zu diesem Zeitpunkt als Funktionär der für Rundfunkpropaganda zuständigen Political Warfare Executive mit dem Aufbau eines sogenannten schwarzen Rundfunksenders beschäftigt war, der die deutschen Truppen in den vom Deutschen Reich besetzten Ländern Westeuropas zur Unterstützung der alliierten Kriegsanstrengungen propagandistisch bearbeiten sollte. Der Sender sollte jedoch diese Propaganda den Hörern nicht als frontale Parolen „direkt unter die Nase reiben“, sondern sich als regulärer deutscher Militärradiosender mit einem scheinbar normalen Programm tarnen und dabei durch feine Akzentuierungen in Inhalt und Stil den Feind verwirren und demoralisieren.
Zur personellen Ausstattung der von Delmer geleiteten Tarnsender (Gustav Siegfried 1, Kurzwellensender Atlantik, Soldatensender Calais) mit überzeugenden Sprechern suchte dieser deutsche Muttersprachler, so dass er Seckelmann, als Ingrams ihm diesen zuleitete, einlud in sein Team einzutreten, was Seckelmann annahm. Aufgrund seiner eindrucksvollen Stimme – die Delmer als „männlich sonor und mit jener leichten Andeutung eines berlinischen Tonfalls, [… wie man sie von] den adligen Offizieren aus den kaiserlichen Garderegimentern [kannte]“, beschrieb – übernahm Seckelmann im Programm von Gustav Siegfried Eins die Rolle des „Chefs“. Dieser war der Protagonist einer regelmäßig ausgestrahlten Sendung, in der er sich als Offizier alter preußischer Schule ausgab, der den Führer Adolf Hitler verehrte, jedoch die darunter operierende Führungsebene von NSDAP und SS als unfähig darstellte, Kritik am Lebensstil mancher Parteibonzen übte und sich daraus ergebende Missstände im Alltagsleben der deutschen Zivilbevölkerung anprangerte. Außerdem wurde die Weitergabe chiffrierter Befehle innerhalb der gespielten Widerstandsgruppe simuliert. Zielgruppe waren seine Kameraden der vermeintlichen Untergrundbewegung, aber auch Angehörige der deutschen Wehrmacht allgemein. In der Tendenz stellte er seine subversive Truppe als Zweig der deutschen Wehrmacht dar, der das Ziel verfolgte, die Katastrophe doch noch abzuwenden, auf die es wegen dilettantischer Fehlleistungen von Parteikadern und SS-Führern zwangsläufig hinauslaufe.
Die Aktivität des Senders Gustav Siegfried Eins mit Seckelmann als „Chef“ endete abrupt im Oktober 1943. Man inszenierte dessen gewaltsam herbeigeführten Tod während des laufenden Programms, indem die Erstürmung des geheimen Sendequartiers des Chefs durch die Gestapo simuliert wurde: die Sendung brach ab mit einer Maschinengewehrsalve und den Worten „Hab ich dich endlich erwischt, du Schwein!“
In den Memoiren von Delmer taucht Seckelmann unter dem Namen Paul Sanders auf.
Nach 1945 wirkte er im besetzten Deutschland in der Administration der Britischen Zone in Hamburg und in Berlin beim Aufbau der Deutschen Presse-Agentur mit. Ab 1953 arbeitete er als freier Journalist und ging 1955 nach Zürich und schrieb als Redakteur für die Schweizer Wochenzeitung Die Weltwoche. Er wohnte ab 1977 in Uzwil.
In den 1960er- und 1970er-Jahren schrieb er unter dem Pseudonym Peter Motram mehrere historische und humoristische Romane und übersetzte Romane von unter anderem Irwin Shaw, Derek Parker, Alistair MacLean, David Armine Howarth und Jack Finney ins Deutsche. Zu seinen Romanen, die unter dem Pseudonym Peter Motram veröffentlicht wurden, zählen Eva und die zwei Teufel (1932), Der Tag, der nicht im Kalender stand (1967), Myron (1973) und Dione (1977). Myron erlebte 2001 einen Nachdruck als Der Sieger von Olympia und Dione 2002 als Das Geschenk des Lysander.

## Hörspielbearbeitung
- 1968: Der Tag, der nicht im Kalender stand – Bearbeitung und Regie: Ferry Bauer (ORF Oberösterreich)[2]